# BPC (Zeitzeichensender)
BPC ist das Rufzeichen eines Zeitzeichensenders in China. Er wird seit dem 25. April 2002 betrieben und sendet auf der Frequenz 68,5 kHz. Sein Signal ermöglicht die Steuerung von Funkuhren, allerdings ist das Übertragungsprotokoll proprietär. Der Sender befindet sich in der Nähe von Shangqiu.